# Liste der Spieler mit einer PDC Tour Card (2021)
Die folgende Liste zeigt alle Spieler, welche sich eine PDC Tour Card für das Jahr 2021 sichern konnten und damit für alle Turniere der PDC Pro Tour 2021 teilnahmeberechtigt waren.

## Qualifikation
Um sich eine PDC Tour Card zu sichern, musste man eines der folgenden Kriterien erfüllen:
- Top 64 der PDC Order of Merit nach der PDC World Darts Championship 2021
- Top 2 der PDC Challenge Tour Order of Merit 2019
- Top 2 der PDC Development Tour Order of Merit 2019
- Qualifikant auf der PDC Qualifying School am 16. bis 19. Januar 2020 (siehe: PDC Pro Tour 2020#Q-School)
- Top 2 der PDC Challenge Tour Order of Merit 2020
- Top 2 der PDC Development Tour Order of Merit 2020
- Qualifikant auf der PDC Qualifying School am 8. bis 17. Februar 2021 (siehe: PDC Pro Tour 2021#Q-School)

Mit Dirk van Duijvenbode, Damon Heta, Adam Hunt und Jason Lowe standen vier erfolgreiche Absolventen der Q-School 2020 in den Top 64 der PDC Order of Merit.

### Abgelehnte Tour Cards
Die folgenden Spieler hatten die Möglichkeit eine Tour Card zu erhalten, haben das Angebot jedoch nicht angenommen oder ihre Tour Card abgegeben.
| Land       | Spieler       | Wäre qualifiziert über | Nachrücker                             |
| ---------- | ------------- | ---------------------- | -------------------------------------- |
| Australien | Kyle Anderson | Top 64 Order of Merit  | Maik Kuivenhoven Top 66 Order of Merit |
| England    | Harry Ward    | Top 64 Order of Merit  | Mark McGeeney Top 65 Order of Merit    |

## Liste
| Nr. | Land               | Spieler               | Qualifiziert als          |
| --- | ------------------ | --------------------- | ------------------------- |
| 1   | Schottland         | Gary Anderson         | Top 64 Order of Merit     |
| 2   | England            | Lisa Ashton           | Q-School 2020             |
| 3   | England            | Nathan Aspinall       | Top 64 Order of Merit     |
| 4   | England            | Martin Atkins         | Q-School 2020             |
| 5   | Vereinigte Staaten | Danny Baggish         | Q-School 2021             |
| 6   | Niederlande        | Raymond van Barneveld | Q-School 2021             |
| 7   | Irland             | Keane Barry           | PDC Development Tour 2020 |
| 8   | England            | Steve Beaton          | Top 64 Order of Merit     |
| 9   | England            | Aaron Beeney          | Q-School 2020             |
| 10  | England            | Gary Blades           | Q-School 2020             |
| 11  | Schottland         | William Borland       | Q-School 2020             |
| 12  | England            | John Brown            | Q-School 2021             |
| 13  | England            | Keegan Brown          | Top 64 Order of Merit     |
| 14  | England            | Steve Brown           | Q-School 2020             |
| 15  | Schottland         | Andy Boulton          | Top 64 Order of Merit     |
| 16  | England            | Bradley Brooks        | Q-School 2020             |
| 17  | England            | Stephen Bunting       | Top 64 Order of Merit     |
| 18  | England            | Dave Chisnall         | Top 64 Order of Merit     |
| 19  | England            | Brett Claydon         | Q-School 2021             |
| 20  | Wales              | Jonny Clayton         | Top 64 Order of Merit     |
| 21  | Deutschland        | Gabriel Clemens       | Top 64 Order of Merit     |
| 22  | England            | Rob Cross             | Top 64 Order of Merit     |
| 23  | England            | Joe Cullen            | Top 64 Order of Merit     |
| 24  | Belgien            | Mike De Decker        | Q-School 2020             |
| 25  | Belgien            | Geert De Vos          | Q-School 2021             |
| 26  | England            | Chris Dobey           | Top 64 Order of Merit     |
| 27  | Nordirland         | Brendan Dolan         | Top 64 Order of Merit     |
| 28  | Niederlande        | Dirk van Duijvenbode  | Top 64 Order of Merit     |
| 29  | England            | Glen Durrant          | Top 64 Order of Merit     |
| 30  | England            | Matthew Edgar         | Top 64 Order of Merit     |
| 31  | England            | Ritchie Edhouse       | PDC Challenge Tour 2020   |
| 32  | England            | David Evans           | PDC Challenge Tour 2020   |
| 33  | England            | Ricky Evans           | Top 64 Order of Merit     |
| 34  | England            | Ted Evetts            | Top 64 Order of Merit     |
| 35  | Tschechien         | Adam Gawlas           | Q-School 2021             |
| 36  | Niederlande        | Michael van Gerwen    | Top 64 Order of Merit     |
| 37  | England            | Andrew Gilding        | Q-School 2021             |
| 38  | Nordirland         | Daryl Gurney          | Top 64 Order of Merit     |
| 39  | England            | Andy Hamilton         | Q-School 2020             |
| 40  | Niederlande        | Wesley Harms          | Q-School 2020             |
| 41  | England            | Jason Heaver          | Q-School 2021             |
| 42  | Deutschland        | Florian Hempel        | Q-School 2021             |
| 43  | Schottland         | John Henderson        | Top 64 Order of Merit     |
| 44  | Australien         | Damon Heta            | Top 64 Order of Merit     |
| 45  | Deutschland        | Max Hopp              | Top 64 Order of Merit     |
| 46  | England            | Peter Hudson          | Q-School 2021             |
| 47  | England            | Jamie Hughes          | Top 64 Order of Merit     |
| 48  | England            | Luke Humphries        | Top 64 Order of Merit     |
| 49  | England            | Adam Hunt             | Top 64 Order of Merit     |
| 50  | Belgien            | Kim Huybrechts        | Top 64 Order of Merit     |
| 51  | England            | Peter Jacques         | Q-School 2020             |
| 52  | England            | Jake Jones            | Q-School 2021             |
| 53  | England            | Wayne Jones           | Q-School 2020             |
| 54  | England            | Ryan Joyce            | Top 64 Order of Merit     |
| 55  | Polen              | Krzysztof Kciuk       | Q-School 2020             |
| 56  | Wales              | Nick Kenny            | Q-School 2020             |
| 57  | England            | Mervyn King           | Top 64 Order of Merit     |
| 58  | Niederlande        | Jelle Klaasen         | Top 64 Order of Merit     |
| 59  | Niederlande        | Martijn Kleermaker    | Q-School 2020             |
| 60  | Russland           | Boris Kolzow          | Q-School 2021             |
| 61  | Kroatien           | Boris Krčmar          | Q-School 2020             |
| 62  | Niederlande        | Maik Kuivenhoven      | Top 64 Order of Merit     |
| 63  | Litauen            | Darius Labanauskas    | Top 64 Order of Merit     |
| 64  | Schweden           | Daniel Larsson        | Q-School 2020             |
| 65  | Österreich         | Harald Leitinger      | Q-School 2020             |
| 66  | Irland             | Steve Lennon          | Top 64 Order of Merit     |
| 67  | Österreich         | Zoran Lerchbacher     | Q-School 2021             |
| 68  | Hongkong           | Kai Fan Leung         | Q-School 2020             |
| 69  | England            | Eddie Lovely          | Q-School 2021             |
| 70  | England            | Martin Lukeman        | Q-School 2021             |
| 71  | England            | Adrian Lewis          | Top 64 Order of Merit     |
| 72  | England            | Jason Lowe            | Top 64 Order of Merit     |
| 73  | England            | Jack Main             | Q-School 2021             |
| 74  | Nordirland         | Mickey Mansell        | Top 64 Order of Merit     |
| 75  | Deutschland        | Robert Marijanović    | Q-School 2021             |
| 76  | Australien         | Gordon Mathers        | Q-School 2021             |
| 77  | England            | Mark McGeeney         | Top 64 Order of Merit     |
| 78  | England            | Ryan Meikle           | PDC Development Tour 2019 |
| 79  | Niederlande        | Ron Meulenkamp        | Top 64 Order of Merit     |
| 80  | Griechenland       | John Michael          | Q-School 2021             |
| 81  | England            | Scott Mitchell        | Q-School 2021             |
| 82  | England            | Joe Murnan            | Q-School 2021             |
| 83  | Schottland         | Ryan Murray           | Q-School 2020             |
| 84  | Niederlande        | Geert Nentjes         | Q-School 2021             |
| 85  | Spanien            | Jesús Noguera         | PDC Challenge Tour 2019   |
| 86  | Niederlande        | Danny Noppert         | Top 64 Order of Merit     |
| 87  | Irland             | William O’Connor      | Top 64 Order of Merit     |
| 88  | England            | Josh Payne            | Top 64 Order of Merit     |
| 89  | Niederlande        | Berry van Peer        | PDC Development Tour 2020 |
| 90  | England            | Darren Penhall        | Q-School 2020             |
| 91  | Südafrika          | Devon Petersen        | Top 64 Order of Merit     |
| 92  | England            | Justin Pipe           | Top 64 Order of Merit     |
| 93  | Wales              | Gerwyn Price          | Top 64 Order of Merit     |
| 94  | Polen              | Krzysztof Ratajski    | Top 64 Order of Merit     |
| 95  | Lettland           | Madars Razma          | Top 64 Order of Merit     |
| 96  | Spanien            | Cristo Reyes          | Top 64 Order of Merit     |
| 97  | England            | Callan Rydz           | PDC Challenge Tour 2019   |
| 98  | Deutschland        | Martin Schindler      | Q-School 2021             |
| 99  | England            | Ryan Searle           | Top 64 Order of Merit     |
| 100 | Tschechien         | Karel Sedláček        | Q-School 2020             |
| 101 | England            | Kirk Shepherd         | Q-School 2021             |
| 102 | Deutschland        | Steffen Siepmann      | Q-School 2020             |
| 103 | Kanada             | Jeff Smith            | Q-School 2020             |
| 104 | England            | Michael Smith         | Top 64 Order of Merit     |
| 105 | England            | Ross Smith            | Top 64 Order of Merit     |
| 106 | Portugal           | José de Sousa         | Top 64 Order of Merit     |
| 107 | Schottland         | Alan Soutar           | Q-School 2021             |
| 108 | Österreich         | Mensur Suljović       | Top 64 Order of Merit     |
| 109 | England            | Alan Tabern           | Q-School 2020             |
| 110 | Irland             | Ciaran Teehan         | PDC Development Tour 2019 |
| 111 | Niederlande        | Derk Telnekes         | Q-School 2020             |
| 112 | Deutschland        | Michael Unterbuchner  | Q-School 2021             |
| 113 | Belgien            | Dimitri Van den Bergh | Top 64 Order of Merit     |
| 114 | Niederlande        | Vincent van der Voort | Top 64 Order of Merit     |
| 115 | England            | James Wade            | Top 64 Order of Merit     |
| 116 | England            | Scott Waites          | Q-School 2020             |
| 117 | Niederlande        | Jermaine Wattimena    | Top 64 Order of Merit     |
| 118 | England            | Darren Webster        | Top 64 Order of Merit     |
| 119 | England            | Steve West            | Top 64 Order of Merit     |
| 120 | England            | Ian White             | Top 64 Order of Merit     |
| 121 | Australien         | Simon Whitlock        | Top 64 Order of Merit     |
| 122 | England            | James Wilson          | Top 64 Order of Merit     |
| 123 | Wales              | Lewis Williams        | Q-School 2021             |
| 124 | England            | Luke Woodhouse        | Top 64 Order of Merit     |
| 125 | Wales              | Jonathan Worsley      | Q-School 2021             |
| 126 | Schottland         | Peter Wright          | Top 64 Order of Merit     |
| 127 | Niederlande        | Niels Zonneveld       | Q-School 2021             |
| 128 | Niederlande        | Jeffrey de Zwaan      | Top 64 Order of Merit     |

## Statistiken

### Tour Cards nach Nationen
| Nr. | Land               | Anzahl | Differenz zum Vorjahr |
| --- | ------------------ | ------ | --------------------- |
| 1.  | England            | 59     | −1                    |
| 2.  | Niederlande        | 16     | −3                    |
| 3.  | Deutschland        | 7      | +2                    |
| 3.  | Schottland         | 7      | +1                    |
| 5.  | Wales              | 5      | −1                    |
| 6.  | Belgien            | 4      | +1                    |
| 6.  | Irland             | 4      | +1                    |
| 8.  | Australien         | 3      | ±0                    |
| 8.  | Nordirland         | 3      | −1                    |
| 8.  | Österreich         | 3      | ±0                    |
| 11. | Polen              | 2      | ±0                    |
| 11. | Spanien            | 2      | −1                    |
| 11. | Tschechien         | 2      | +1                    |
| 14. | Griechenland       | 1      | ±0                    |
| 14. | Hongkong           | 1      | ±0                    |
| 14. | Kanada             | 1      | ±0                    |
| 14. | Kroatien           | 1      | ±0                    |
| 14. | Lettland           | 1      | ±0                    |
| 14. | Litauen            | 1      | ±0                    |
| 14. | Portugal           | 1      | ±0                    |
| 14. | Russland           | 1      | +1                    |
| 14. | Schweden           | 1      | ±0                    |
| 14. | Südafrika          | 1      | ±0                    |
| 14. | Vereinigte Staaten | 1      | +1                    |
|     | 24 Nationen        | 128    | 128                   |